# Warren County, Virginia
Warren County är ett administrativt område i delstaten Virginia, USA, med 37 575 invånare. Den administrativa huvudorten (county seat) är Front Royal.
Del av Shenandoah nationalpark ligger i countyt. 

## Geografi
Enligt United States Census Bureau har countyt en total area på 559 km². 551 km² av den arean är land och 8 km² är vatten. Countyt ligger i västra utkanten av Washingtons storstadsområde. 

### Angränsande countyn
- Frederick County - norr
- Clarke County - nordost
- Fauquier County - öster
- Rappahannock County - sydost
- Page County - sydväst
- Shenandoah County - väster

### Orter
- Apple Mountain Lake
- Chester Gap (delvis i Rappahannock County)
- Front Royal (centralort)
- Overall
- Shenandoah Farms
- Shenandoah Shores
- Skyland Estates